# Kis gyöngyházlepke
A kis gyöngyházlepke (Boloria dia, Clossiana dia)  a lepkék (Lepidoptera) rendjébe sorolt tarkalepkefélék (Nymphalidae) családjában a Boloria nem egyik faja, a gyöngyházlepkék parafiletikus csoportjának tagja.

## Származása, elterjedése
Az északi tájak kivételével egész Európában elterjedt; Dél- és Közép-Európában közönséges — Magyarországon is csaknem mindenfelé gyakori. Kelet felé Közép-Ázsiáig jutott el.

## Megjelenése, felépítése
Elülső szárnyának fesztávolsága 32–40 mm. Ezzel – amint erre neve is utal – a legkisebb termetű gyöngyházlepkék egyike. Hátulsó szárnyának fonákján a tőtér ibolyásbarna vagy feketésibolya, a középtér felé legjobban kiszökellő foltot ezüstszínű petty díszíti. A tőteret követő szalag legnagyobb foltjai ezüstszínűek, a kisebbek okkersárgák. A gyöngysor foltjainak alakja és mérete is különböző; némelyiküknek fehér pupillája van. A külső tér ibolyásszürke vagy ibolyaszínű, helyenként sárga betéttel. A szegélyfoltsor pettyei kúp alakúak, ezüstszínűek, a rájuk boruló finom, ék alakú vagy ívelt sapkák ibolyásfeketék. A szárnyak felül fakó sárgásbarnák; fekete rajzolatuk széles és erőteljes, a gyöngysor foltjai nagyok, a tőtér fekete hintése erőteljes. Hátulsó szárnyának felső szegélye a külső szegéllyel majdnem derékszöget zár be.

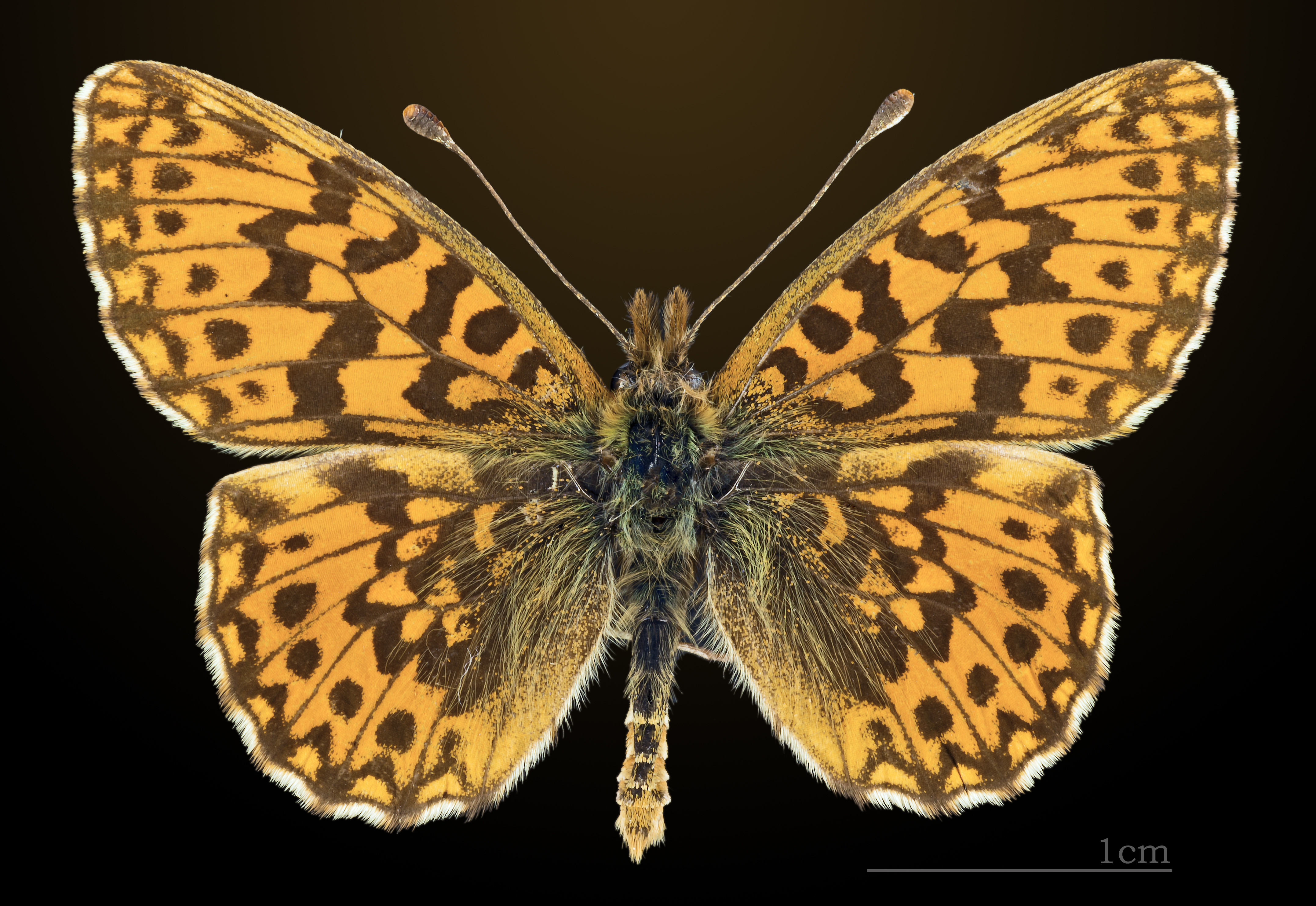
Kis gyöngyházlepke
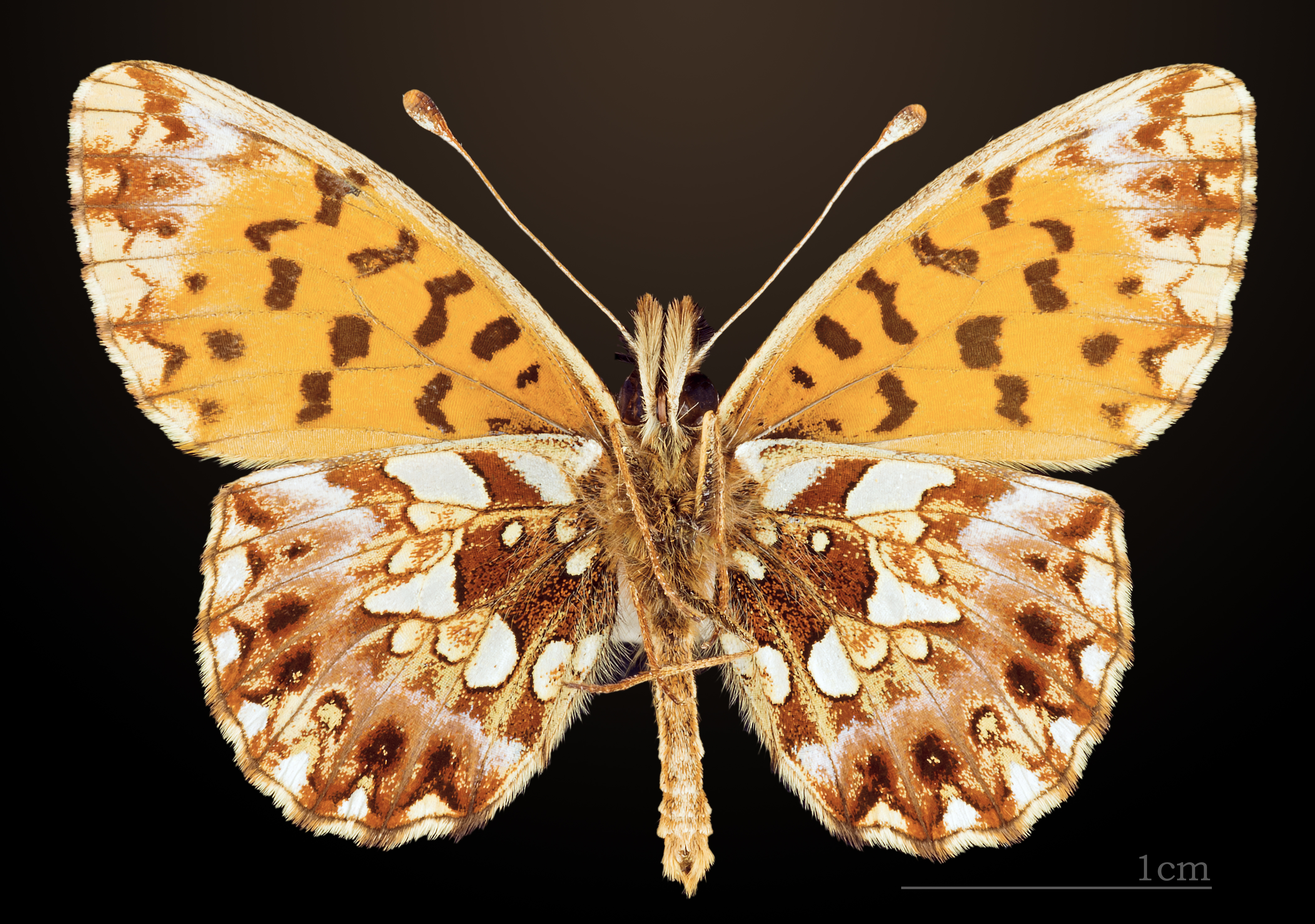
△ Kis gyöngyházlepke

Csápja nem gyűrűs.
Sötétszürke hernyójának vörösesbarna fejét merev szőrök díszítik. A hátán kettős fehér vonal, két oldalán egy-egy fekete foltsor húzódik végig. A lábak fölött rozsdavörös sáv látható. Az áltüskék rozsdasárgák, a hegyük fehéres.

## Hasonló fajok
- Hasonlít rá a fakó gyöngyházlepke (Boloria selene) és
- az árvácska-gyöngyházlepke (Boloria euphrosyne) .

## Életmódja, élőhelye
Napfényes tisztások, domboldalak lakója. Röpte gyors.
Dél-Európában évente három nemzedéke repül, Magyarországon többnyire csak kettő:
- az első április-májusban,
- a második július-augusztusban.

A hernyók telelnek át.
Tápnövényei:
- ibolya fajok (Viola spp.),
- szeder fajok (Rubus spp.).